# Catopsis sessiliflora
Catopsis sessiliflora là một loài thực vật có hoa trong họ Bromeliaceae. Loài này được (Ruiz & Pav.) Mez mô tả khoa học đầu tiên năm 1896.

## Hình ảnh

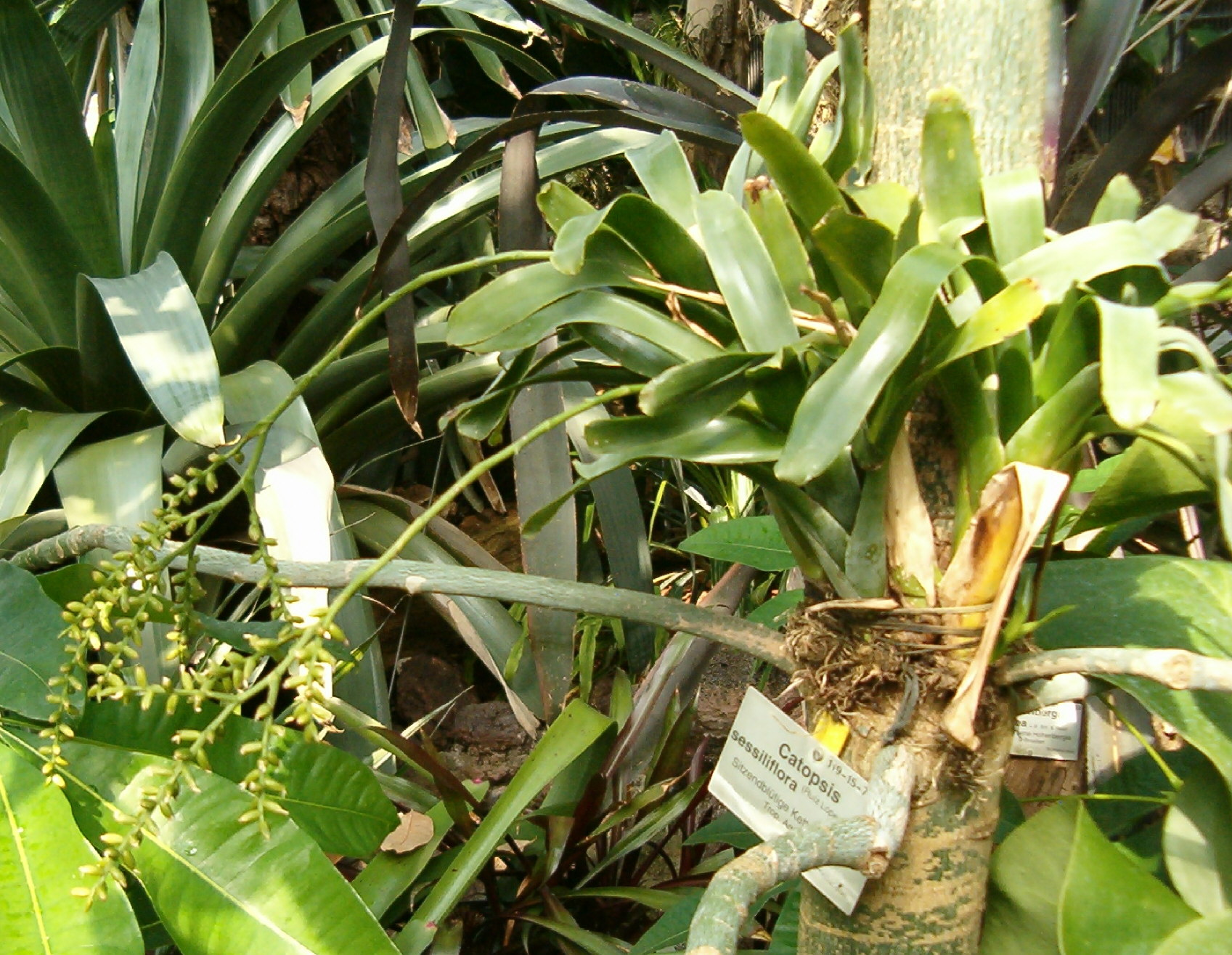
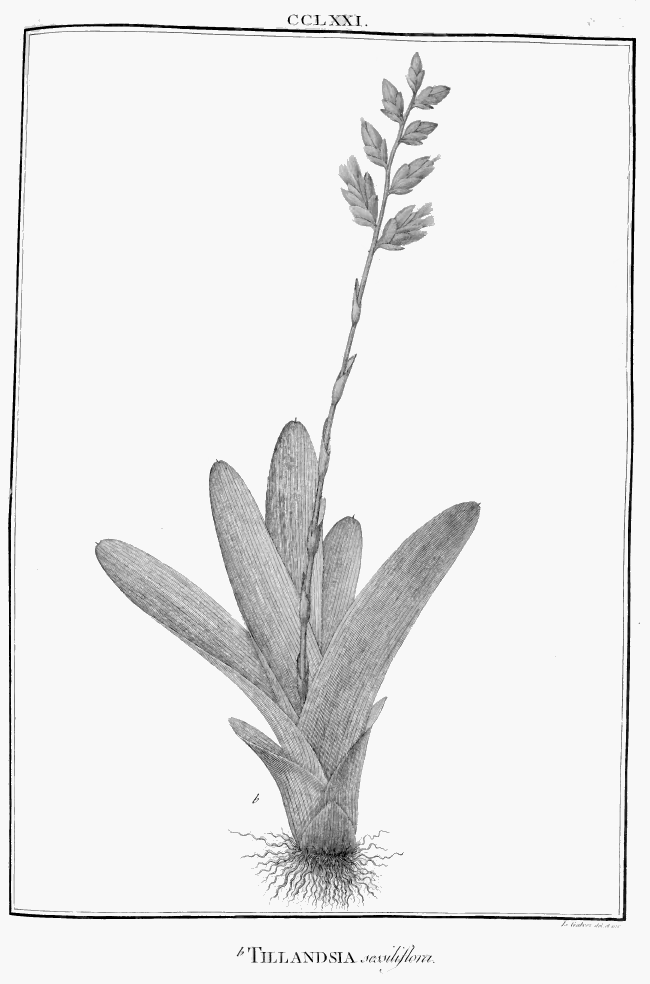